# Virginie De Carne
Virginie De Carne est une ancienne joueuse de volley-ball belge, désormais entraîneur, née le 25 mai 1977 à Roulers. Elle mesure 1,92 m et jouait au poste d'attaquante.

## Clubs
| Club                   | De        | À         |
| ---------------------- | --------- | --------- |
| Asterix Kieldrecht     | 1997-1998 | 1997-1998 |
| Volley Modena          | 1998-1999 | 1998-1999 |
| AGIL Volley            | 1999-2000 | 2000-2001 |
| Pallavolo Ravenna      | 2001-2002 | 2001-2002 |
| Asystel Novara         | 2002-2003 | 2004-2005 |
| Club Voleibol Tenerife | 2005-2006 | 2005-2006 |
| VBC Voléro Zürich      | 2006-2007 | 2006-2007 |
| Spartak Omsk           | 2007-2008 | 2008-2009 |
| LP Viesti Salo         | 2009-2010 | 2010-2011 |
| AGIL Volley            | 2012-2013 | 2012-2013 |

## Palmarès

### Clubs
- Championnat de Belgique
  - Vainqueur : 1998
- Coupe de Belgique
  - Vainqueur : 1998
- Supercoupe d'Italie
  - Vainqueur : 2003
- Coupe de la CEV
  - Vainqueur :2003.
- Championnat d'Italie
  - Finaliste : 2003, 2004.
- Coupe d'Italie
  - Vainqueur : 2004.
- Championnat d'Espagne
  - Vainqueur : 2006.
- Copa de la Reina
  - Vainqueur : 2006.
- Supercoupe d'Espagne
  - Vainqueur : 2005.
- Championnat de Suisse
  - Vainqueur : 2007.
- Coupe de Suisse
  - Vainqueur : 2007.
- Supercoupe de Suisse
  - Vainqueur : 2006.
- Championnat de Finlande
  - Vainqueur : 2010, 2011.

### Distinctions individuelles
- Ligue des Champions de volley-ball féminin 2004-2005: Meilleure serveuse[2].
- Ligue des Champions de volley-ball féminin 2006-2007: Meilleure marqueuse[3].